# Chrysospalax
Chrysospalax is een geslacht uit de familie van de goudmollen (Chrysochloridae). De wetenschappelijke naam van het geslacht werd in 1883 gepubliceerd door Theodore Nicholas Gill.

## Soorten
Er worden 2 soorten in dit geslacht geplaatst:
- Chrysospalax trevelyani (Günther, 1875) – Reuzengoudmol
- Chrysospalax villosus (A. Smith, 1833)